# اینگه ایدشتت
اینگه ایدشتت (سوئدی: Inge Ejderstedt؛ زادهٔ ۲۴ دسامبر ۱۹۴۶) بازیکن فوتبال اهل سوئد بود.
از باشگاه‌هایی که در آن بازی کرده‌است می‌توان به باشگاه فوتبال اندرلشت و باشگاه فوتبال اوسترش اشاره کرد.
وی همچنین در تیم ملی فوتبال سوئد بازی کرده‌است.